# .500/450 Nitro Express

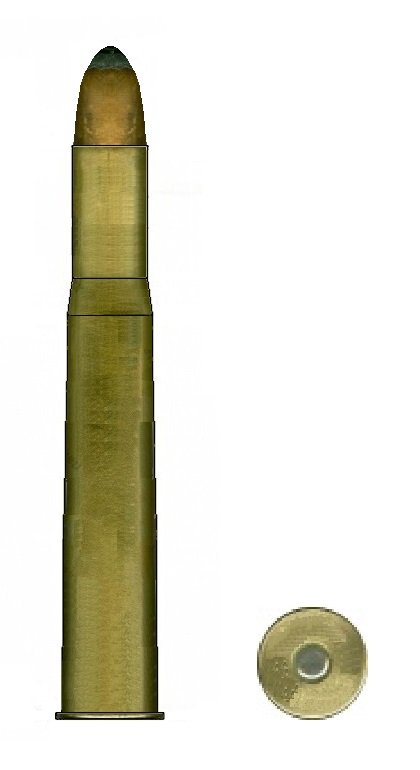
O .500/450 Nitro Express.

O .500/450 Magnum Nitro Express (abreviado para .500/450 Magnum NE) é um cartucho de fogo central metálico com aro, para rifles de grosso calibre desenvolvido pela Holland & Holland.

## Projeto
O .500/450 Magnum NE é na verdade, exatamente o mesmo cartucho em forma de garrafa do .500/450 Magnum Black Powder Express, apenas com uma carga "modernizada" (ver histórico).
O .500/450 Magnum NE é voltado para uso em rifles de tiro único e duplos; ele dispara um projétil de 0,458 polegadas (11,6 mm) de 480 grãos (31 g) a mais de 2.175 pés por segundo (663 m/s).

## Dimensões

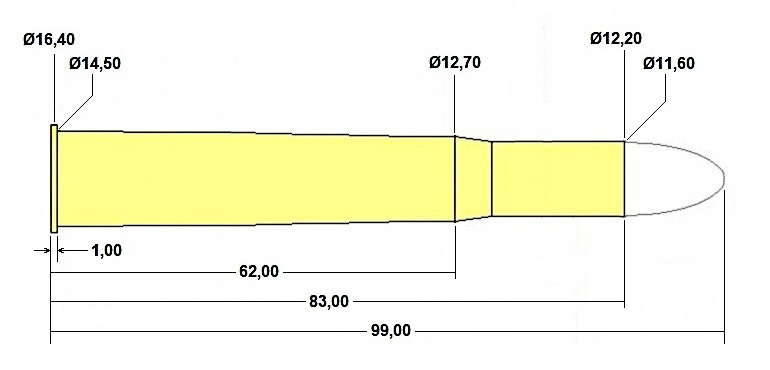

### Histórico
Em resposta aos problemas iniciais de extração de estojo com o revolucionário .450 Nitro Express da John Rigby & Company, a Eley Brothers e a Holland & Holland procuraram desenvolver alternativas que correspondessem a esse cartucho excelente em termos de desempenho. Enquanto a Eley desenvolveu o completamente novo "mammoth .450 No 2 Nitro Express", a Holland & Holland seguiu o exemplo da Rigby e carregaram o antigo .500/450 Magnum Black Powder Express com cordite no lugar da pólvora negra, criando o .500/450 Magnum NE. A maior capacidade do estojo permitiu a mesma balística em pressões de câmara reduzidas para o .450 Nitro Express.
Quando o .500/450 Magnum NE surgiu, os primeiros problemas com o .450 Nitro Express foram resolvidos e ele rapidamente se tornou o cartucho de caça de elefantes mais popular e amplamente usado, deixando o .500/450 Nitro Express para trás em popularidade. Em 1907, a sorte do .500/450 Nitro Express foi ainda mais corroída pela proibição pelo exército britânico de munições de calibre .450 na Índia e no Sudão. Em resposta a esta proibição, a Holland & Holland desenvolveu seu .500/465 Nitro Express. Quando a proibição foi suspensa, os rifles Gewehr 98 da Mauser ofereciam alternativas mais baratas aos caros rifles duplos exigidos pelos cartuchos Nitro Express.

## Utilização
Balisticamente, o .500/450 Magnum NE é quase idêntico ao .450 Nitro Express e é considerado um bom cartucho de grosso calibre, adequado para caça de grande porte perigosa.
Um usuário proeminente do .500/450 Magnum NE foi Theodore Roosevelt, que utilizava um rifle duplo da Holland & Holland deste calibre, junto com um .405 Winchester e um .30-03 durante a Expedição Africana Smithsonian–Roosevelt de 1909-1910.